# Buttons and Bows
Buttons and Bows est une chanson écrite par Jay Livingston et Ray Evans pour le film américain Visage pâle, sorti en 1948.
Dans le film, la chanson est chantée par Bob Hope, monté sur un chariot en marche. Il la chante, en s'accompagnant au concertina, à Jane Russell qui va dans le même chariot bâché. La chanson est devenue le disque le plus vendu de sa carrière.
Elle a été adaptée en français sous le titre "Ma guêpière et mes longs jupons", interprétée par Yvette Giraud.
Le 24 mars 1949, la chanson a remporté l'Oscar de la meilleure chanson originale de film.

## Accolades
La chanson (dans la version originale du film Visage pâle) est classée 87e dans la liste des « 100 plus grandes chansons du cinéma américain » selon l'American Film Institute (AFI).